# Оливер Екман Ларсон
Оливер Оскар Емануел Екман Ларсон (швед. Oliver Oscar Emanuel Ekman Larsson — Карлскрона, 17. јул 1991) професионални је шведски хокејаш на леду који игра на позицијама одбрамбеног играча.
Члан је сениорске репрезентације Шведске за коју је на међународној сцени дебитовао на светском првенству 2010. године. На СП 2017. године освојио је титулу светског првака са селекцијом Шведске. Био је део шведског олимпијског тима на ЗОИ 2014. у Сочију где је освојио сребрну олимпијску медаљу.
Његов млађи брат Кевин такође је професионални хокејаш.

## Каријера
Играчку каријеру започео је у редовима нижеразредног шведског тима Тингсридс одакле је током 2008. прешао у редове ХК Лександа у ком је провео две сезоне играјући у шведској другој лиги. Године 2009. учествује на улазном драфту НХЛ лиге и бива изабран од стране Финикс којотса као 6. пика у првој рунди драфта. Већ наредне године дебитовао је за Којотсе у најјачој хокејашкој лиги на свету.
Први погодак у НХЛ-у постигао је на утакмици против Сан Хозе шаркса играној 17. јануара 2014. године. Стоти јубиларни поен у лиги остварио је на утакмици против Канадијенса играној 6. марта 2014. године. Био је једини играч Којотса на 60. ол-стар утакмици 2015. играној у Коламбусу.
Сезону 2014/15. Екман ларсон је окончао са 23 гола и 20 асистеција и тако постао најефикаснији шведски одбрамбени играч у историји НХЛ лиге (оборио дотадашњи рекорд Никласа Лидстрема).